# Tetragnatha polychromata
Tetragnatha polychromata är en spindelart som beskrevs av Gillespie 1992. Tetragnatha polychromata ingår i släktet sträckkäkspindlar, och familjen käkspindlar. Inga underarter finns listade i Catalogue of Life.